# Volejbal Brno
Il Volejbal Brno è una società pallavolistica della Repubblica Ceca, con sede a Brno.  Attualmente milita nella massima serie del campionato ceco (Extraliga).
Dominò la scena pallavolistica della Cecoslovacchia a cavallo tra gli anni sessanta e gli anni settanta, conquistando anche 2 Coppe dei Campioni.

## Storia
Il primo successo della formazione giunse nel 1946, quando vinse il primo campionato cecoslovacco post-bellico. Ritornò alla ribalta nazionale a metà degli anni '60, vincendo il campionato del 1965, ripetendo poi il successo due anni dopo. La vittoria del 1967 le permise di partecipare alla Coppa dei Campioni: in finale incontrò i campioni in carica, i rumeni del Clubul Sportiv Dinamo București. Andata e ritorno terminarono con una vittoria per parte, e il trionfo della squadra cecoslovacca venne sancito al termine della gara di spareggio, giocata nella cittadia belga de La Louvière.
Dal 1969 al 1971 vinse tutti i campionati nazionali, con rispettive partecipazioni al massimo trofeo continentale: dopo due sconfitte consecutive in finale, ad opera dei sovietici del Burevestnik Alma-Ata, nel 1971 giunse il secondo trionfo continentale, nella prima edizione in cui il trofeo si assegnò al termine di una Final Four (giocata quell'anno a Bruxelles).
Dopo la vittoria del campionato del 1974, la squadra incontrò una flessione dei risultati; la vittoria in ambito nazionale ritornò solamente nel 1989. La squadra venne rifondata completamente nel 1998, per competere nel  nuovo campionato della Repubblica Ceca; nel 2001, però, retrocesse per la prima volta al secondo livello nazionale. Dal 2004 milita nuovamente in Extraliga, nella quale il miglior risultato è il 4º posto del 2007.

## Palmarès
- Campionato cecoslovacco: 8

1946, 1965, 1967, 1969, 1970, 1971, 1974, 1989
- Coppa dei Campioni: 2

1967-68, 1971-72

### Piazzamenti
- finalista in Coppa dei Campioni: 1969-70, 1970-71